# Fascellina viridis
Fascellina viridis là một loài bướm đêm trong họ Geometridae.